# Milan Begović
Milan Begović (* 19. Januar 1876 in Vrlika; † 13. Mai 1948 in Zagreb) war ein kroatischer Schriftsteller und Dramaturg.

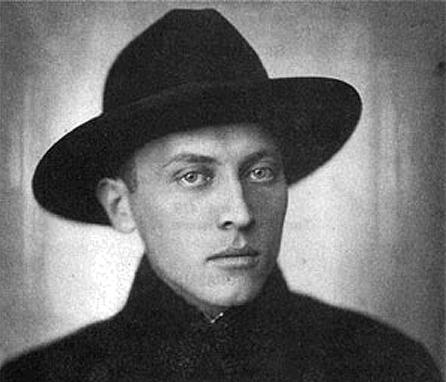
Milan Begović

## Leben
Begović besuchte die Volksschule in Vrlika und das Gymnasium in Split (1888–1894). Anschließend studierte er an der philosophischen Fakultät der Universität Zagreb 1894–1896 und Wien 1897–1903, wo er in Slawistik und Romanistik abschloss. Daneben schon als Hilfslehrer in Split und Zadar tätig. 1909 begann er im Hamburger Deutschen Schauspielhaus als Volontär und 1910 als Dramaturg. Daneben arbeitete er an der Theaterakademie mit. 1912 war Begović Dramaturg und Regisseur an der Neuen Wiener Bühne in Wien und 1913 am Srpsko narodno pozorište in Novi Sad. Während des Ersten Weltkrieges lebte er in Wien, danach ab 1920 in Zagreb, wobei er aber viele Reisen durch Europa unternahm. 1927 wurde er Leiter des Theaters Drama, 1929 wurde er in den Gymnasialdienst versetzt, und 1932 wurde er pensioniert. Seit 1936 war er korrespondierendes Mitglied der Akademie. Nach seinem Tod wurde er auf dem Mirogoj-Friedhof in Zagreb beigesetzt.
Seine Tochter Božena Begović (1901–1966) war ebenfalls Schriftstellerin und Dramaturgin.

## Werke
Begović betätigte sich in allen Dichtungsgattungen, seine besondere Liebe aber galt dem Theater. Als Dramatiker wurde er auch im Westen bekannt und auf ausländischen Bühnen aufgeführt. Westlicher Einfluss ist auch in seinen übrigen Werken spürbar (Ibsen, Pirandello). Häufige psychologische Problematiken in seinem Werk lassen auch den Einfluss von Sigmund Freud erkennen. Er verwendete manchmal Pseudonyme wie Tugomir Cetinski, Xeres de la Maraja oder Stanko Dušić. Begović übersetzte zahlreiche Dramen der Weltliteratur ins Serbokroatische.
- Gretchen, Gedichte 1893
- Pjesme, Gedichte 1896
- Knjiga Boccadoro, Gedichte 1900
- Hrvatska pjesma, Gedichte 1900
- Myrrha, Drama 1902
- Život za cara, Sonette 1904
- Vojislav Ilić, 1904
- Gospoda Walewska, Drama 1906
- Menuet, 1906
- Venus victrix, 1906
- Stana Biučića, Drama 1909
- Vrelo, 1912
- Dunja u kovčegu, Roman 1921
- Male komedije, 1922
- Svadbeni let, Drama 1922
- Nasmijana srca, 1923
- Božji čovjek, Drama 1924
- Izabrane pjesme, Gedichte 1925
- Pustolov pred vratima, Drama 1926 (dt. Der Abenteurer vor der Tür, 1925)
- Hrvatski Diogenes, 1928
- Tri drame, 1933
- Kvartet, Erzählungen 1936
- Ero s onoga svijeta, Libretto 1936 (dt. Ero der Schelm, Leipzig 1938), Vertonung: Jakov Gotovac, Oper 1936
- Giga Barićeva, Roman 1940
- I Lela će nositi kapelin, 1941
- Herzen im Sturm (Ohne den Dritten). Schauspiel in 3 Akten. dt. Hamburg 1949[Anm. 2]
- Puste želje, 1942 (dt. Die Unfruchtbare, 1964)
- Put po Italiji, 1942
- Kritike i prikazi, 1943
- Umjetnikovi zapisi, 1943
- Izabrana djela 2 Bde. 1966
- Die amerikanische Yacht im Hafen von Spalato. dt. Wien 1930
- Mädchen aus Virlika. Schauspiel in 4 Akten. dt. Berlin 1940
- Die Sünderin. Schauspiel in 3 Akten. dt. Leipzig 1943
- Zwei weiße Brote, Erzählung. dt. Rijeka 1967